# Angeli
Angeli (grč. Ἄγγελοı, Ággeloi), bizantska dinastija koja je vladala Bizantskim Carstvom između 1185. i 1204. godine, a kasnije Epirom i Tesalijom pod imenom Komnen Duka. U izvorima se spominju sve do sredine 15. stoljeća.

## Povijest dinastije
Angeli su potekli iz skromnijeg aristokratskog roda, a svoj uspon na vlast započeli su u trenutku kada se princeza Teodora, najmlađa kći bizantskog cara Aleksija I. Komnena (1081. – 1118.) udala za Konstantina Angela. Otada su Angeli kao rođaci carske dinastije obnašali visoke dužnosti u Carstvu. Konstantinov sin Andronik Duka Angel se odmetnuo od cara Andronika I. (1183. – 1185.), tijekom pobune plemstva protiv cara i njegov sin Izak izabran je za novog cara 1185. godine.
Vlast dinastije Angela bila je slaba i kratkotrajna. Korupcija protiv koje se borio Andronik I. proširila se na sve društvene razine, a car je svojom rasipnošću doveo Carstvo u težak položaj. Istodobno, vodio je neuspješni rat protiv Bugara koji su višekratno nanosili teške poraze bizantskoj vojsci. Za vrijeme jedne vojne kampanje 1195. godine, Izaka II. je svrgnuo stariji brat Aleksije i proglasio se carem pod imenom Aleksije III. Vojska ga je priznala za cara, a Izak je oslijepljen i utamničen.
Godine 1203., u vrijeme Četvrtog križarskog rata, križari su iskoristili slabost Bizanta i osvojili Carigrad te svrgnuli Aleksija III. koji je pobjegao s državnim novcem. Križari su tada vratili na prijestolje njegova brata Izaka II. i postavili mu za suvladara njegova sina Aleksija IV. (1203. – 1204.). Sljedeće godine, izbila je pobuna protiv križara u Carigradu, za koje je Aleksije Duka Murzuful († 1204.) dao pogubiti mladog cara Aleksija IV. i proglasio sebe carem pod imenom Aleksije V. Kada su križari ugušili pobunu, uhvatili su ga, optužili zbog ubojstva mladog cara i smaknuli, a Izaka II. su bacili u zatvor, gdje je umro. Tim činom bilo je srušeno Bizantsko Carstvo i završena vlast dinastije Angela na carskom prijestolju.
Nakon pada Bizanta 1204. godine, Angeli su utemeljili Epirsku Despotovinu na zapadu današnje Grčke, kojem je zavladao despot Mihael I. Angel Komnen Duka (1204. – 1215.), unuk Konstantina Angela i Teodore Komnene te bratić bizantskih careva Izaka II. i Aleksija IV. Na području Epirske despotovine dinastija Angela odigrala je zapaženiju ulogu i otada su bili poznati pod imenom Komnen Duka. Mihael I. se smatrao zakonitim nasljednikom bizantskih careva, ali carigradski patrijarh Ivan X. Kamateros ga nije priznao kao zakonitog vladara, već se priklonio Teodoru I. Laskarisu, caru u Niceji. Zbog toga je Mihael I. prekinuo sve veze s pravoslavnom crkvom i priznao crkvenu vlast pape Inocenta III.
Mihaelov polubrat i nasljednik, despot Teodor Angel Komnen Duka napao je Solunsko Kraljevstvo, vazalnu državu Latinskog Carstva te je postupno osvajao njen teritorij, završno s 1224. godinom kada je osvojio i samu prijestolnicu Solun. Na vrhuncu moći, zaratio je protiv bugarskog cara Ivana Asena II. (1218. – 1241.) koji ga je porazio u bici kod Klokotnice 1230. godine te ga je zarobio i dao oslijepiti. Naslijedio ga je brat Manuel Komnen Duka, koji se uspio spasiti nakon poraza kod Klokotnice. Međutim, 1231. godine vlast u Epirskoj despotovini preuzeo je njegov nećak Mihael II. Komnen Duka, dok je Manuel ostao vladar u Solunskoj kraljevini.
Nakon što je Teodor 1237. godine pušten iz zarobljeništva, svrgnuo je svog brata Manuela s prijestolja i postavio svog sina Ivana za solunskog vladara, uz kojeg je vladao do 1244., a zajedno s mlađim sinom Dimitrijem do 1246. godine, kada je Solunsko Kraljevstvo zauzelo Nicejsko Carstvo. Tada se Mihael II. pridružio Latinima u sukobu protiv nicejskog cara Ivana III. Duke Vataca (1222. – 1254.), no već 1248. godine bio je prisiljen priznati njegovu vlast, a zauzvrat mu je priznat naslov epirskog despota.
Novi nicejski car Teodor II. Duka Laskaris (1254. – 1258.) bio je saveznik despota Mihaela II. U znak savezništva i kao miraz zbog braka između Mihaelove kćeri i Teodorova sina, Mihael je prepustio luku Drač nicejskom vladaru. Međutim, Manuel II. nije želio prihvatiti gubitak pa se 1257. godine pobunio i porazio nicejsku vojsku. Za vrijeme napredovanja prema Solunskom kraljevstvu napao ga je sicilski kralj Manfred i oteo mu dio Albanije i otok Krf. Nakon toga se Mihael II. udružio s Manfredom i ahajskim knezom Vilimom II. Villehardouinom protiv novog nicejskog cara Mihaela VIII. Paleologa (1259. – 1282.), ali bio je teško poražen u bici kod Pelagonije, nakon čega je izgubio veći dio Epirske despotovine.
Godine 1261. Mihael VIII. je obnovio Bizantsko Carstvo, a Epirsku despotovinu smatrao je vazalnom državom svog Carstva, premda su Mihael II. i njegov sin i nasljednik Nikefor Komnen Duka bili saveznici tradicionalnih neprijatelja Bizanta, Ahajske Kneževine i Atenske Vojvodine.
Nakon Nikeforove smrti, počeo je jačati bizantski utjecaj u Epirskoj despotovini. Zadnji despot iz dinastije Angela na epriskom prijestolju bio je njegov sin Toma I. Komnen Duka (1294. – 1318.), kojeg je 1318. godine ubio njegov rođak Nikola Orsini i preuzeo prijestolje.
Jedan od posljednjih istaknutijih članova obitelji bio je bizantski general Ivan Angel († 1348.) koji je 1342. godine imenovan guvernerom Tesalije.

## Popis vladara iz dinastije Angela

### Bizantski carevi
- Izak II. Angel (1185. – 1195.)
- Aleksije III. Angel (1195. – 1203.)
- Aleksije IV. Angel (1203. – 1204.)

### Epirski despoti
- Mihael I. Angel Komnen Duka (1204. – 1214.)
- Teodor Angel Komnen Duka (1214. – 1230.)
- Manuel Angel Komnen Duka (1230. – 1231.)
- Mihael II. Angel Komnen Duka (1231. – 1267.)
- Nikefor I. Komnen Duka (1268. – 1289.)
- Toma I. Komnen Duka (1289. – 1318.)

### Solunski carevi i despoti
- Teodor Angel Komnen Duka (1224. – 1230.)
- Manuel Angel Komnen Duka (1230. – 1237.)
- Ivan Angel Komnen Duka (1237. – 1244.); despot od 1242.
- Dimitrije Angel Komnen Duka (1244. – 1246.)

## Vanjske poveznice
- Angeli Hrvatska enciklopedija
- Angeli Proleksis enciklopedija
- Obitelj Angela Britannica (engl.)